# Trout Creek (North Thames River)
Der Trout Creek (englisch: trout für „Forelle“ im weiteren Sinne, creek für „kleinerer Fluss“) ist ein etwa 30 km langer linker Nebenfluss des North Thames River im Süden der kanadischen Provinz Ontario.

## Flusslauf
Der Trout Creek ist ein kleineres Fließgewässer in den Countys Oxford und Perth, etwa 130 km westsüdwestlich von Toronto. Er entsteht am Zusammenfluss zweier Quellbäche 6 km südsüdöstlich von Stratford. Der Trout Creek fließt anfangs in überwiegend südsüdwestlicher Richtung. Bei Harrington wendet er sich nach Westen und mündet schließlich in St. Marys in den North Thames River. Etwa 7,6 km oberhalb der Mündung wird der Fluss zum 9 km langen Wildwood Lake aufgestaut. Der Trout Creek entwässert ein Areal von etwa 162 km². Im Norden grenzt das Einzugsgebiet des Trout Creek an das von Otter Creek und Avon River, im Osten an das Quellgebiet des Thames River sowie im Süden an die Einzugsgebiete von North Branch Creek, Middle Thames River, Waubuno Creek und Gregory Creek. 70 Prozent des Einzugsgebietes des Trout Creek sind mit landwirtschaftlichen Nutzflächen bedeckt. Wälder sind nur in sehr geringem Maße vorhanden. Die Flussläufe und Bäche sind zum Teil von Galeriewäldern oder Strauchvegetation gesäumt.

## Hydrologie
Der mittlere Abfluss (MQ) 4,7 km oberhalb der Mündung beträgt 1,9 m³/s. Die abflussstärksten Monate sind März und April mit mittleren monatlichen Abflüssen von 2,83 m³/s bzw. 3,34 m³/s.

## Flussfauna
Im Trout Creek gibt es 40 Fischarten, darunter die Angelfische Schwarzbarsch (Smallmouth Bass), Forellenbarsch (Largemouth Bass), Bachsaibling (Brook Trout) und Amerikanischer Flussbarsch (Yellow Perch). Als gefährdete Fischarten gelten Lepomis peltastes (Northern Sunfish) und Notropis photogenis (Silver Shiner). Im Flusssystem gibt es ferner 2 Muschelarten. Weiterhin finden sich am Trout Creek die Schnappschildkröte (Snapping Turtle) und Chrysemys picta marginata (Midland Painted Turtle), eine Unterart der Zierschildkröte, sowie die Östliche Streifen-Strumpfbandnatter (Thamnophis saurita saurita).